# ヨドバ
ヨドバは、藤子不二雄の藤本弘（のちの藤子・F・不二雄）が執筆したSF短編集・カメラシリーズに登場するキャラクター。ヨドバ氏（よどばし）と呼称されることもある。

## 概要
未来の世界のカメラのセールスマン。大きな白目、上にカールした前髪、黒服姿が特徴。
生活用具全てが全自動化された未来から時間旅行で現代にやってきたが、未来人ゆえ免疫力が極度に落ちていたのに予防注射を打ち忘れたため病気になり、入院している間に添乗員とはぐれてしまう（懐古の客）。たまたま持っていた商売品のカメラを売ることで生計を立てる暮らしを余儀なくされている。
主人公の願望を見抜き、願望に合った機能を持つ未来のカメラを勧めるが、現代の相場が分からず高額で売りつけて値切られたり、良心に従って安価でカメラを売ったりするため、あまり商売は上手くいっていない。購入を断られても、数日のお試し期間を設けてカメラを置いて去ることもある。
名前の由来はカメラ専門店（現在は家電量販店として知られる）「ヨドバシカメラ」から。
連作・カメラシリーズのうちの一部の作品は実写ドラマ化もされており、フジテレビ系月曜ドラマランドでは『藤子不二雄の夢カメラ』（オムニバス版は1986年・1987年、連続ドラマ版は1988年）、WOWOWでは2008年に『藤子・F・不二雄のパラレル・スペース』第1話として『値ぶみカメラ』が放送されている。

## 登場作品
- タイムカメラ（1981年）
- ミニチュア製造カメラ（1981年）
- 値ぶみカメラ（1981年）
- 同録スチール（1981年）
- 夢カメラ（1982年）
- コラージュ・カメラ（1982年）
- 懐古の客（1982年、主役で登場）
- 四海鏡（1982年）
- 丑の刻禍冥羅（1983年）

## 派生作品での登場
ドラえもんWii ひみつ道具王決定戦!（2007年）
ゲーム内でアイテムを購入できる店の店員として登場。
ドラえもん のび太の新魔界大冒険DS （2007年）
スターシステムで登場。
走れドラえもん!銀河グランプリ（2011年）
2011年9月9日放送のドラえもん誕生日スペシャル。作中レースの参加者の中に「ヨドバ　アキバ」という名前の者がいる。
ドラえもん のび太のひみつ道具博物館 （2013年）
ひみつ道具博物館内のカメラ館に漫画版のみ登場。
藤子・F・不二雄キャラクターズ 大集合!SFドタバタパーティー!! （2014年）
前述のひみつ道具王と同様ゲーム内でアイテムを購入できる店の店員として登場。
『STAND BY ME ドラえもん 2』 XRライド（2020年）
ガイドのナカメグロとして登場。
STAND BY ME ドラえもん 2（2020年）
XRライド同様ナカメグロの名で、未来デパートのセールスマンとして登場。

## 販売した道具
未来の販売員のため、同作者の『ドラえもん』でのひみつ道具と同名の道具や類似した道具も存在している。
| ヨドバの道具         | 登場作品                 | 販売価格 | 『ドラえもん』に登場する 同名の道具・類似した道具 |
| -------------------- | ------------------------ | -------- | ------------------------------------------------- |
| タイムカメラ         | 『タイムカメラ』         |          | タイムカメラ                                      |
| ミニチュア製造カメラ | 『ミニチュア製造カメラ』 | 10万円   | インスタントミニチュア製造カメラ                  |
| 値ぶみカメラ         | 『値ぶみカメラ』         |          |                                                   |
| 同録スチール         | 『同録スチール』         | 1万円    | サウンドバカチョン                                |
| 夢カメラ             | 『夢カメラ』             | 100万円  | ユメテレビ ユメプロジェクター ゆめめがね          |
| ドリーミン           | 『夢カメラ』             |          |                                                   |
| コラージュ・カメラ   | 『コラージュ・カメラ』   | 100万円  |                                                   |
| 四海鏡               | 『四海鏡』               | 10円     |                                                   |
| 丑の刻禍冥羅         | 『丑の刻禍冥羅』         |          | のろいのカメラ エアコンフォト                     |

## 演じた人物
- イッセー尾形 - 『藤子不二雄の夢カメラ』
- BOSE - 『藤子・F・不二雄のパラレル・スペース』「値ぶみカメラ」
- バカリズム - 『STAND BY ME ドラえもん 2』